# Tsuzuki-ku
Tsuzuki-ku (都筑区?) è uno dei 18 quartieri della città di Yokohama, in Giappone.